# Tatuaje

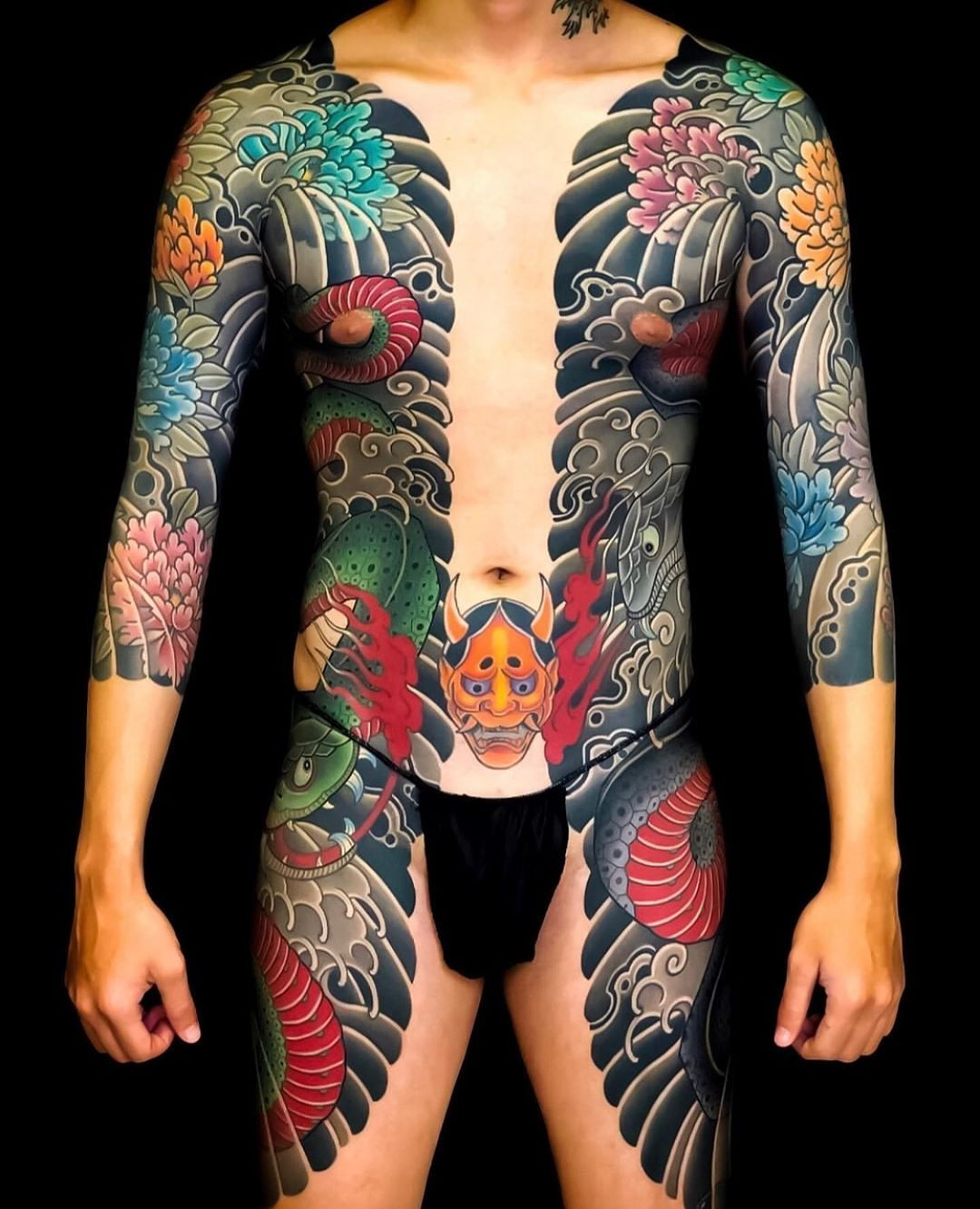
Tatuaje tradicional japonés, realizado por Hori Kasiwa

Un tatuaje es una forma de modificación corporal, la cual consiste en alterar de manera temporal o permanente el color de la piel, sobre la cual se plasma un dibujo, un patrón, una figura, composición o un texto, el cual se plasma con agujas u otros utensilios que inyectan tinta o algún otro pigmento en la dermis de una persona.

## Historia
La evidencia más antigua de tatuajes en momias se encontró en una perteneciente a la Cultura Chinchorro, en la costa de Chile. En estas se conservan tatuajes existentes datados en el año 2000 a. C. Este tatuaje consiste en un bigote delgado sobre el labio superior de un hombre adulto.
Inclusive, en la misma zona se ha encontrado evidencia arqueológica que datan de hasta 6.000 años de antigüedad que podrían representar herramientas para el tatuaje.
En 1991 se encontró una momia neolítica dentro de un glaciar de los Alpes de Ötztal, con 61 tatuajes formados en 19 grupos de líneas paralelas y cruzadas en las piernas, la espalda, el torso y la muñeca.Esta momia es conocida como el «Hombre de Hielo». Es el cadáver humano con piel más antiguo que se ha encontrado y su antigüedad varía según distintos autores: Cate Lineberry, le ha calculado unos 5200 años de antigüedad. Sin embargo, las distintas culturas que utilizaron el tatuaje lo hicieron de distintas maneras; tanto como arte, en el sentido de creación de significados rituales o simbólicos, como ocurría en el Antiguo Egipto, como para marcar o señalar a los criminales, que es el caso de las antiguas Grecia y Roma. Incluso se cree que, por su posición en el «Hombre de Hielo», las marcas cumplieron un fin terapéutico, semejante a la acupuntura. Otras famosas momias antiguas con tatuajes que se han encontrado han sido la momia de Amunet, proveniente del Antiguo Egipto, y la momia está demostrando que la práctica del tatuaje es tan antigua como la historia de la humanidad. Además también se utilizaba en algunas tribus para diferenciarse los unos con los otros.
En 2006, también en la costa norte de Perú, se dio a conocer una momia de hace 1500 años en el Complejo Arqueológico El Brujo: la Dama de Cao, en cuyos brazos y manos aún se conservaban tatuajes de serpientes, arañas, cocodrilos, monos y leopardos. Según creencias religiosas se presume que el origen de este arte en la antigüedad estaba dedicado al culto hacia los muertos, ya que en muchos casos la tinta era en realidad cenizas resultado de una cremación. En la Biblia se menciona con cierta similitud con esta hipótesis en el libro de Levítico 19:28 en el que se les prohibió este tipo de comportamiento a los israelitas cuando iban camino a la tierra prometida.

## Etimología y terminología
Aunque la palabra tatuaje posiblemente proviene del samoano «tátau», que significa marcar o golpear dos veces (en referencia al método tradicional de aplicar los diseños o plantillas), se incorpora al español a través del francés, tatouage. Los marineros que viajaban por el océano Pacífico encontraron a los samoanos, y quienes quedaron fascinados por sus tatuajes equivocadamente tradujeron la palabra «tatau» como tatuaje. En japonés, la palabra usada para los diseños tradicionales, o aquellos diseños que son aplicados usando métodos tradicionales, es «horimono» (literalmente grabar); «irezumi» se utiliza para referirse a cualquier tipo de tatuaje, mientras que «tattoo» se usa para diseños de origen no japonés.
En español, los entusiastas del tatuaje pueden referirse a ellos como «tattoos», o usan el término castellanizado «tatu», que actualmente cuenta con entradas con las palabras 'tatuaje' y 'tatuar' en la vigésimo primera edición del Diccionario de la lengua española.

## Diferencias culturales
A continuación una lista de las culturas y usos del tatuaje más destacados. Se intentará, hasta donde sea posible, mantener una linealidad cronológica.

### Polinesia
Aparentemente, esta región del mundo es la que posee la tradición tatuadora más amplia. Las diferentes tribus de la Polinesia utilizaban el tatuaje como una ornamentación corporal, sin que por ello estos pierdan su fuerte sentido comunal. El tatuaje comenzaba a muy temprana edad y se prolongaba hasta que no quedase región del cuerpo virgen de los pigmentos. Más allá de su sentido estético, el tatuaje confería jerarquía y propiciaba el respeto comunal a quien los llevaba en su piel: cuanto más tatuado estaba alguien, más respeto se le debía. De manera particular, los maoríes utilizaban el tatuaje para la batalla. Los dibujos que llevaban en la piel contribuían a su famosa estrategia de asustar a sus enemigos.
La práctica de tatuar se desarrolló durante miles y miles de años y alcanzó un punto culmen con el perfeccionamiento de motivos geométricos. El tatuaje se utilizaba para identificar a un individuo. Además, indicaba el paso de la adolescencia a la madurez.

### Egipto
En Egipto eran sobre todo las mujeres quienes se tatuaban. Se le conferían al tatuaje funciones protectoras y mágicas. El carácter sobrenatural del tatuaje no fue exclusividad de Egipto: muchas culturas le otorgaron este poder a los tatuajes. Los relacionaban mucho con las deidades y con la protección.

### América
En América del Norte, los indígenas utilizaban los tatuajes como parte del ritual de paso. Cuando una persona pasaba de la pubertad a la adultez se la tatuaba con el fin de proteger su alma. Sin embargo, ésta no era la única utilización ritual que se hacía del tatuaje en esta región del mundo. En América Central, las tribus utilizaban los tatuajes a modo de conmemoración de los caídos en batalla y como forma de adoración de los dioses.[cita requerida]
En el hemisferio sur del continente americano, tribus indígenas también pintaban sus cuerpos, pero no de manera permanente. Pigmentos creados con flores y grasas vegetales como de animales, daban nuevos tonos que acompañaban sus rituales de manera temporal con significados igual de profundos y espirituales, de los cuales se despojaban una vez terminaban el rito. Los yaganes, aborígenes de Tierra del Fuego, usaban pinturas para sus ceremonias; por ejemplo, el chiejaus, un rito de iniciación en el que los jóvenes debían pintarse el cuerpo y la cara con barro y otras mezclas hechas con aceites y tierra roja, cambiando a menudo el diseño. También se pintaban para celebrar casamientos y durante el duelo tras un fallecimiento.

### Oriente

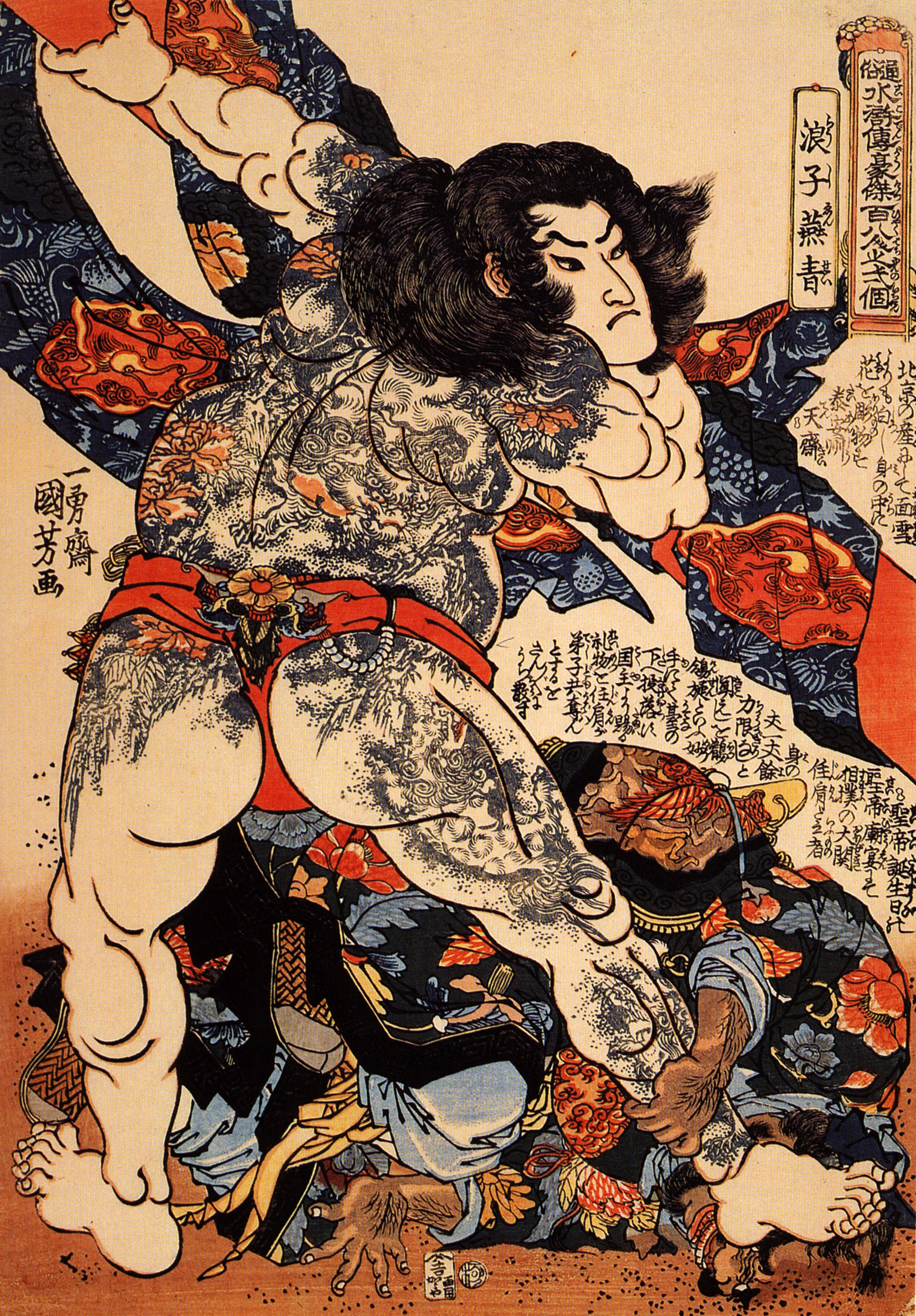
Roshi Ensei, con todo su cuerpo tatuado y con un pesado bastón en la mano. Utagawa Kuniyoshi, alias Ichiyusai (1797-1861), artista japonés de la escuela ukiyo-e.

Aproximadamente en el siglo X a. C., el tatuaje llegó al Japón. A partir de su inserción en la cultura nipona, el tatuaje se popularizó en sectores cada vez más poderosos, hasta llegar a ser utilizado por un Emperador en el siglo V como ornamento corporal. Se señala aquí su utilización estética porque en Japón existía la costumbre de destinar el tatuaje para marcar a los delincuentes en sus brazos con líneas gruesas en par u otro tipo de formas, tatuando en ambos brazos entre el codo y la muñeca en todo su alrededor. Esta marca tenía el objetivo de hacer de las personas que desobedecían la ley individuos repudiables para toda su vida y en todos lados, a raíz de llevar la marca de la vergüenza consigo, debido a esto, los delincuentes marcados por tatuajes vergonzosos comenzaron a tapárselos con otros tipos de diseños más mitológicos, es de ahí que inicia la famosa terminología Yakuza, siendo esta una "mafia" japonesa que se distingue por tener tatuajes en casi toda la totalidad del cuerpo. Uno de los diseños más importantes de tatuaje Japonés "irezumi" es el Koi o Carpa Japonesa, el Koi es un pez ornamental de importante valor cultural y sus diseños en tatuajes se han convertido en más que una tradición, no solamente en Japón sino también alrededor del mundo.
Shui Hu Zhuan es una novela china que se tradujo al japonés ("Suikoden") en el siglo XVII. Este libro renovó el interés en el tatuaje, e hizo de él una forma popular de decoración y de coleccionismo.
En Japón se ha conformado una de las tradiciones tatuadoras más importantes del mundo. No obstante, en el año 1842 el emperador Mutsuhito decidió prohibir la práctica del tatuaje. Esto sucedió porque el país estaba interesado en abrirse al mercado mundial y no quería dar al mundo exterior una imagen que podría considerarse de barbarie [cita requerida].

### Siberia
Restos con 2500 años de antigüedad en Altái parecen revelar que los tatuajes estaban reservados para la jerarquía en algunas tribus nómadas siberianas.

### Medio Oriente y zonas aledañas
En India, Pakistán, Irán, Yemen, Oriente Medio y África del norte, la alheña o arjeña (del ár. hisp. alḥínna, y este del árabe الحناء al-ḥinnā´) o henna o jena es un tinte natural de color rojizo que se emplea para el pelo y que además se usa en una técnica de coloración de la piel llamada mehandi. Se hace con la hoja seca y el pecíolo de Lawsonia alba Lam. (Lawsonia inermis L.). Los patrones del mehandi son bastante complejos y en algunas culturas se emplean como ornamento nupcial.

### Occidente
El tatuaje llegó a Occidente por vía marítima. Las expediciones de Colón en América y del capitán James Cook a las islas de la Polinesia fueron el punto de partida del tatuaje hacia Occidente. En estas expediciones los marineros tuvieron contacto con los indígenas amerindios, con los maoríes y con otras tribus que les “enseñaron” el arte de tatuar. A su retorno, los marineros abrieron sus propios estudios de tatuaje y popularizaron esta disciplina entre los sectores populares. En 1846 se abre en Nueva York lo que aparentemente fue el primer estudio de tatuaje. Durante la guerra de Secesión el arte del tatuaje experimentó un gran crecimiento y popularización. Fellows, Hildebrandt y O'Reilly, el inventor de la máquina de tatuar, fueron los encargados de hacer de la práctica tatuadora una profesión.
Durante la Alemania nazi (como el ejemplo más conocido aunque no sea el único) se utilizó el tatuaje para marcar a los prisioneros de los campos de concentración.
Desde finales del siglo XX, el tatuaje ha sido popularizado e incorporado progresivamente a la sociedad y hoy día este cumple funciones puramente estéticas, un modo de expresión artística que no distingue entre sectores sociales, aunque en ciertos ámbitos sigue teniendo connotaciones negativas y hasta está prohibido o limitado a zonas no visibles (Fuerzas Armadas, Cuerpos y Fuerzas de Seguridad del Estado por citar dos ejemplos).

## Estilos artísticos

### Tradicional americano u "Old School"
Los tatuajes del estilo old school son aquellos inspirados en los diseños realizados por los marineros en Estados Unidos en los primeros años de 1900. Los temas más populares de este estilo son las anclas, faros y elementos relacionados con el mar. La característica que mejor define a un tatuaje de estilo old school son el uso de perfiles gruesos y un colorido sin degradados. Generalmente las tonalidades usadas suelen ser intensas, generalmente rojos y azules. Actualmente es un estilo muy popular en los países anglosajones.

### Neo tradicional o "New Traditional"

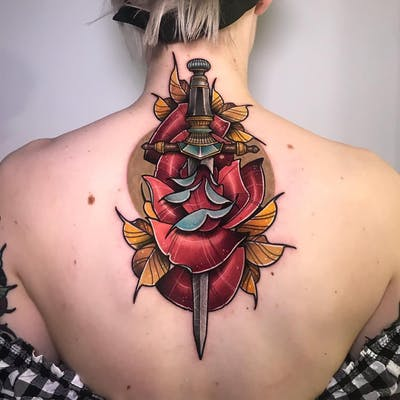
Tatuaje neo tradicional, realizado por la artista Karolina Wilczewska

Es un estilo de tatuaje, producto de la evolución del estilo old school, al utilizar elementos de diseño y composición modernos. Son diseños que poseen similitudes con tatuajes old school, como la composición de los elementos gráficos y una aproximación, al menos en su inicio, a los temas y motivos característicos del old school (divas "pin up" águilas, cráneos, corazones, dagas, rosas, golondrinas, etc.), pero ahora con una visión distinta, gracias a las nuevas herramientas y técnicas desarrolladas en el ámbito del tatuaje. Actualmente, la temáticas de los diseños neo tradicionales han dejado de tomar inspiración de los diseños de tatuaje tradicionales, por lo que su catalogación dentro de este estilo se torna un tanto ambigua.

### Puntillismoo "Dotwork"
Estilo nacido en Reino Unido y que se podría traducir como «trabajo de punto», se caracteriza por un punteado constante. Los sombreados y rellenos son basados en generar una trama de puntitos pequeños que, en su unión y al alejarnos un poco del tatuaje, harán un efecto de degradado bastante singular y único. Suelen ser tatuajes monocromáticos y con temáticas heredadas del old school o el new traditional. 

### Ornamental
Los tatuajes ornamentales son aquellos con un estilo geométrico y abstracto. Son estilos que son el resultado de mezclar temáticas geométricas realizadas con mezclas de estilos. Por ello podemos encontrar tatuajes ornamentales realizados con estéticas dotwork. Muchos profesionales suelen incluir en este estilo a todos aquellos tatuajes tribales o maoríes, aunque podríamos indicar que el estilo ornamental se ha desarrollado en las dos últimas décadas.

### Estarcido
Un estilo basado en plantillas. Son los tatuajes que recuerdan a los grafitis donde son usadas plantillas para dibujar los contornos de las figuras. Suelen ser tatuajes monocromáticos y suelen carecer de degradados. Generalmente son sólidos. Uno de los aspectos más interesantes de estos tatuajes es su comodidad para ser tatuados.

### Black & Grey
Sin duda uno de los estilos más populares en la actualidad. Son los tatuajes realistas basados en tintas negras. También es posible hacer uso de tintas blancas, aunque no es lo más común. Es el tatuaje más solicitado habitualmente en España.[cita requerida] La calidad de los colores y la mayor variedad de tonos han provocado que este estilo haya perdido gran parte de seguidores.

### Brush o Avant-garde
El nombre brush significa "pincel" o "brocha" en inglés, mientras que avant-garde es el término francés para “vanguardia”. Esta técnica imita la pincelada sobre un lienzo (o pinceladas en caligrafía oriental). Son tatuajes generalmente abstractos, creados por el propio artista y que a veces se plasman directamente sobre la piel, sin algún un diseño previo. Reproducen pinceladas (de ahí su nombre), manchas de color y trazos, creando obras abstractas muy interesantes. 

### Nueva Escuela oNew School
La nueva escuela es un estilo de tatuaje originado en la década de 1970, influenciado por algunas características de la ilustración infantil, en los Estados Unidos. Este estilo se caracteriza por el uso de líneas gruesas en el delineado, colores vívidos, representaciones exageradas del objeto del diseño. La nueva escuela es conocida como un eslabón entre el tatuaje tradicional y la variedad de estilos que existen en la actualidad.

### Realismo
El estilo de tatuajes realistas se originó en la década de 1980. Su popularidad ha ido incrementando considerablemente, hasta convertirse actualmente en una de las estéticas de tatuaje más conocidas. Los Tatuajes en el Realismo se caracterizan por la creación de diseños a Color o en Sombras que se asemejan al completo a fotografías de objetos, animales o personas reales. Su técnica a la hora de realizar sombras y luces, es esencial para generar profundidad y dimensión en el diseño final. Los Tattoos Realistas pueden considerarse como retratos o imágenes tridimensionales. Frecuentemente se emplea este estilo para realizar diseños de animales, paisajes, retratos, y mucho más. El origen exacto de esta corriente realista en el sector del tatuaje es difícil de determinar, pero se cree que surgió como una evolución natural de los tatuajes tradicionales y japoneses. Con el tiempo, los tatuadores han perfeccionado sus técnicas  y empleado nuevos materiales o herramientas para crear tatuajes más detallados y realistas. En resumen, los tatuajes realistas se han convertido en un estilo popular y sofisticado, que combina la técnica, habilidad y arte de cada tatuador para crear tatuajes únicos.

### Blackwork
Los Tattoo Blackwork son piezas carga de tinta negra, de allí su nombre trabajo en negro, Eso se debe a que no se utiliza tinta diluida si no que la propia técnica del tatuador/a a base de puntillismo, trama o arrastre, hace el efecto de sombra en los dibujos. Es un estilo muy fácil de adaptar a otros ya tatuados en el cuerpo, es flexible y muy estético ya que por su carácter contundente debido a la tinta sólida, sabemos a ciencia cierta que cicatrizará perfectamente. 

### Full Color
Este estilo se caracteriza por el uso de una amplia gama de colores vibrantes y saturados en la composición de los diseños. La modalidad color se realiza para aquellas piezas que no encajan directamente en realismo, neo tradicional, anime o cómic. Éste estilo permite a los tatuadores crear ilustraciones simples saturadas color o detalladas y realistas que pueden representar una variedad de temas, desde retratos, paisajes, animales, fantasía y naturaleza. 

### Lettering
Es el arte de tatuar letras embellecidas para crear palabras, estructuras o frases. Su proceso puede ser a mano alzada directamente en la pie, o elaborando digitalmente la caligrafía pasándola con un stencil a la piel. Se emplea para poner con ellos frases que impulsen o nombres también se mezclan para acompañar diseños, en este encontramos varias vertientes como el lettering Chicano, lettering Horror, lettering Gótico, lettering Minimalista, Caligraffiti y más.

## Cuidado y vida útil

### Perdurabilidad

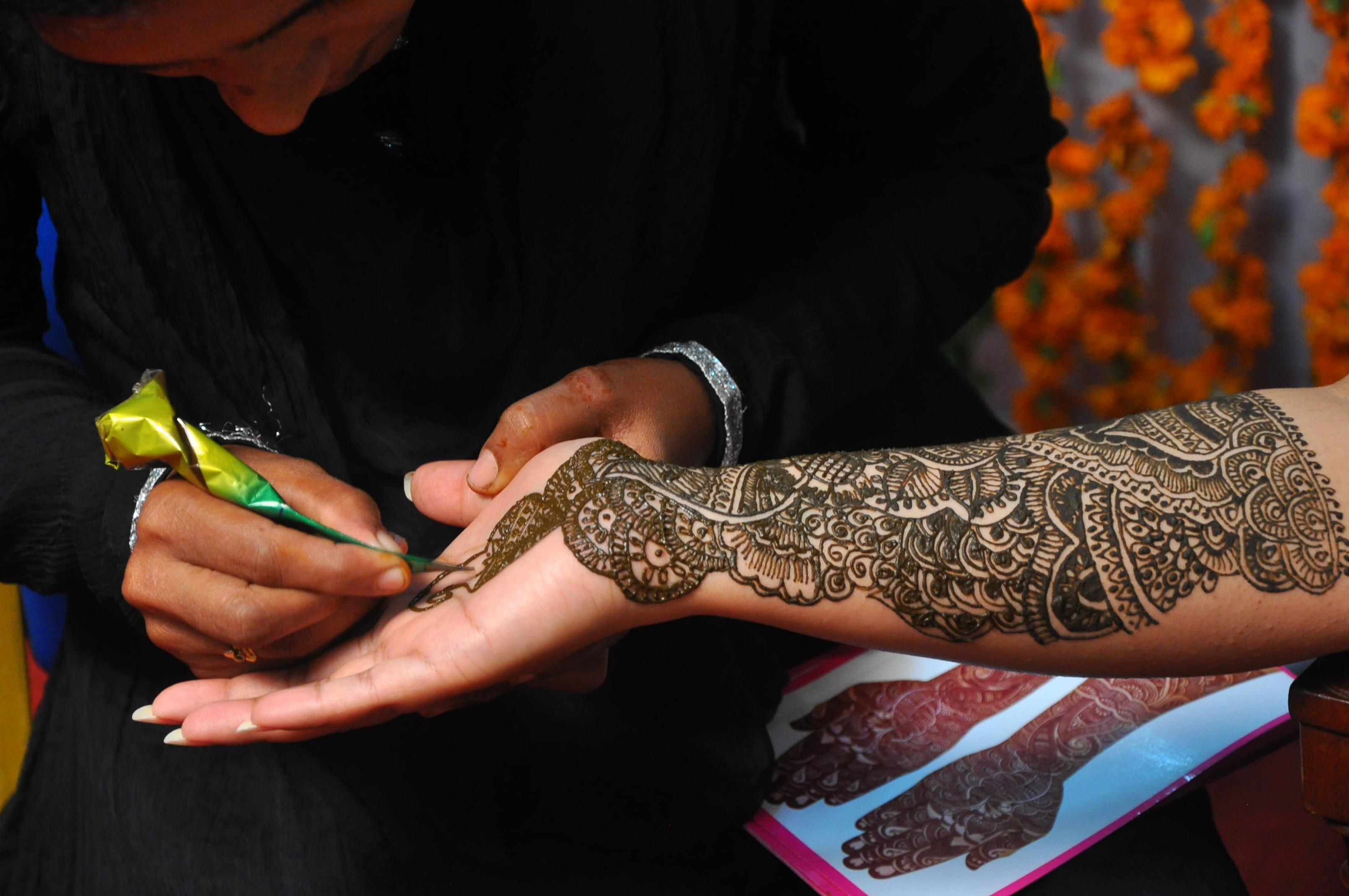
Los tatuajes de Henna son temporales y se aplican a menudo para celebrar ocasiones especiales como casamientos.

Actualmente, hay tatuajes que desaparecen al poco tiempo de dibujarse y se les llama temporales. Entre los temporales, se encuentran las llamadas calcomanías, de duración muy limitada y muy popular entre los niños, de fácil borrado y que desaparecen con agua y jabón. También podemos encontrar los tatuajes de henna que desaparecen poco a poco al pasar el tiempo.
Por otro lado la perdurabilidad de los tatuajes permanentes depende de la correcta aplicación de la tinta. Los tatuajes en los que la tinta ha sido aplicada en la primera capa de la epidermis son aquellos que pierden una mayor cantidad de tinta en su curado. En cambio los tatuajes en los que la tinta ha penetrado correctamente en la dermis son los que tienen una durabilidad mayor. Por otra parte, los tatuajes en los que la tinta ha sido aplicada con poca profundidad dan como resultado tatuajes decolorados o diluidos en la piel.

### Eliminación
Los tatuajes permanecen durante toda la vida salvo en el caso de que se eliminen con técnica láser. La razón de su permanencia es que la tinta se asienta en la dermis, la capa de la piel situada bajo la epidermis. La epidermis renueva constantemente sus células, que se eliminan hacia el exterior por descamación, mientras que los tejidos de la dermis no sufren esta renovación, por lo que la tinta no se elimina.
«Ciertos sondeos revelan que entre el 80 % y el 90 % de las personas con tatuajes quieren eliminarlos en algún momento de su vida», informa el rotativo canadiense The Vancouver Sun.
Por su parte, un dermatólogo señala que «el incremento en la cantidad de tatuajes ha traído un aumento correspondiente en el deseo de eliminarlos». Aún con el moderno láser, el tratamiento para eliminar tatuajes puede ser doloroso, caro y consumir mucho tiempo. «Incluso borrar un tatuaje pequeño puede costar hasta 1.400 dólares», señala el periódico. Y añade: «Los más modernos, de varios colores, resultan casi imposibles de eliminar, sobre todo si son grandes». También el color es un escollo para la eliminación, al contrario de lo que popularmente se piensa, no es el negro el más difícil sino los verdes, púrpura (gamas rojas) y amarillos, dada por las mezclas de pigmentos y la difícil absorción del láser ante estos colores.

## Técnicas

### Tatuajes ultravioletas (UV)
Se realizan utilizando una tintas que brillan bajo la radiación ultravioleta, invisible al ojo humano. Estos tatuajes son invisibles bajo la luz del día o la iluminación artificial, pero se ven si se exponen a la luz negra, como la que se utiliza en discotecas y festivales nocturnos. 
Los colores pueden variar del blanco al púrpura y pueden estar superpuestos a tinta de colores normal, de modo que el tatuaje también puede ser visto con iluminación normal.

### Técnica tradicional del tatuaje
La piel consiste en tres capas de tejido. La capa externa es la epidermis, que nos aísla y nos protege del medio externo. Luego tenemos la dermis, una capa fibrosa y elástica que soporta y refuerza la epidermis. La tercera, la hipodermis, es un tejido graso.

### Uso de anestesia en tatuajes
El uso de anestesia durante el proceso de tatuado ha ganado popularidad, especialmente en tatuajes de gran tamaño o en áreas sensibles del cuerpo. Existen diferentes tipos de anestesia que se pueden emplear, como la tópica, local y general, dependiendo del tipo de tatuaje y la sensibilidad del cliente. Estas técnicas permiten reducir significativamente el dolor, realizar sesiones más largas en una sola vez y mejorar la experiencia del cliente, bajo la supervisión de profesionales médicos capacitados.

## El tatuaje en la cultura

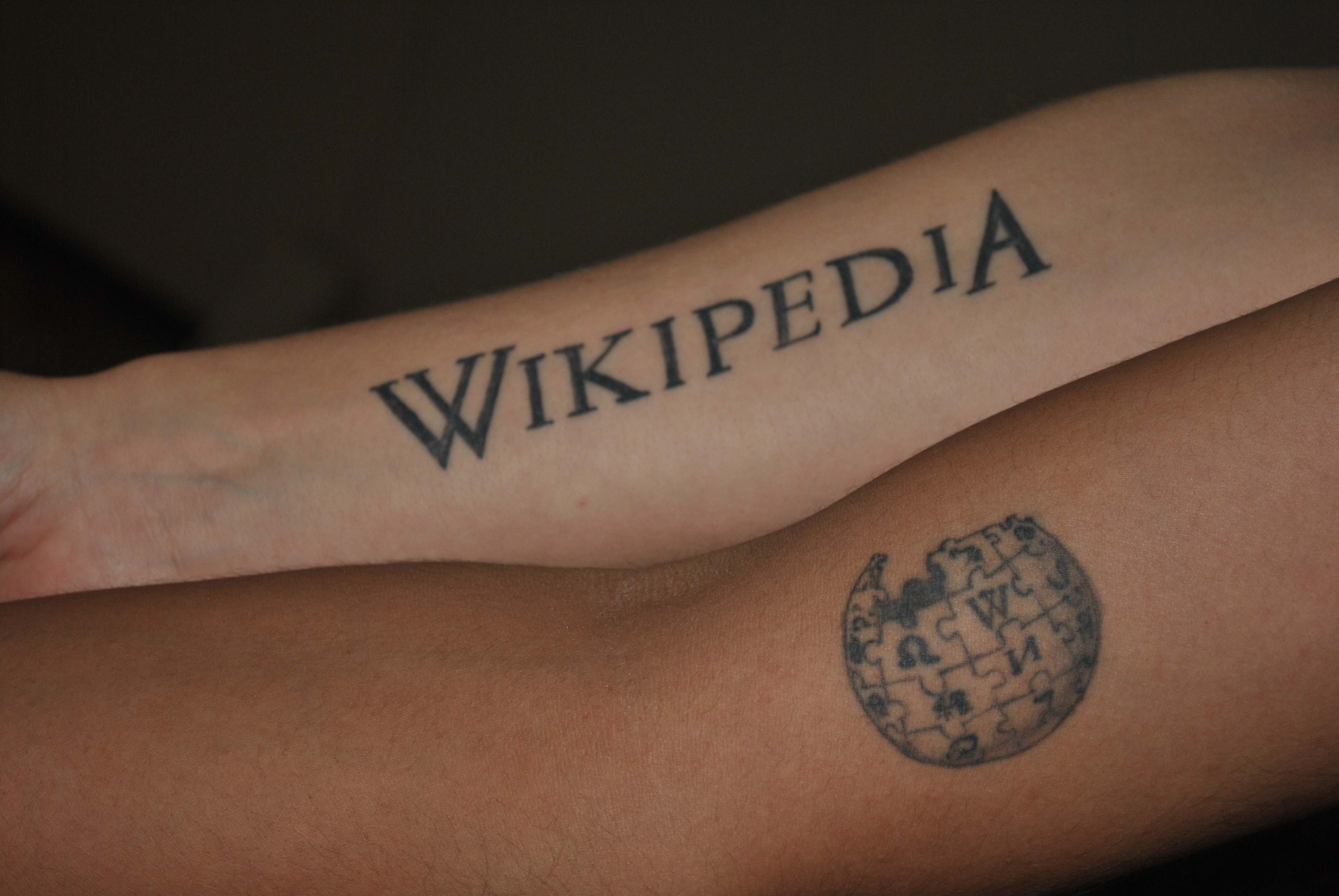
Tatuajes con motivos de Wikipedia.

El tatuaje ya no solo se considera como representación de culturas antiguas, moda pasajera o alusión a la criminalidad, sino como todo un arte.
Muestra de ello es la creación de museos especializados en el tema como El Museo del Tatuaje en México, Triangle Tattoo Museum en Estados Unidos, Museo del Tatuaje «El Templo» en España y el Tattoo Museum en Ámsterdam. Además de varias exposiciones que se han llevado a cabo en varios museos alrededor del mundo como el Museo del Muelle Branly en Francia, «Tatuadores, tatuados» o más recientemente «Arte y Tatuajes en Prisión. Muestra única», en México.[cita requerida]
En distintas culturas los tatuajes se relacionan con los animales. Las culturas donde se realizaron los tatuajes fueron: en el antiguo Egipto, Bali y Java, Polinesia, Gran Bretaña, Grecia, etcétera. En 1769 los tatuajes fueron redescubiertos por varios exploradores polinesios. Desde entonces se utilizaron mucho los tatuajes entre los marineros, trabajadores y presos en la primera parte del siglo XIX.
Actualmente el tatuaje se ha convertido en un común denominador entre los jóvenes, a veces como muestra de rebeldía, especialmente en la sociedad occidental. Los tatuajes tienen varios usos entre ellos: identificación, decoración, belleza, cosmética, religión, brujería, son ejemplos comunes. Un ejemplo de los tatuajes de identificación es el caso de la Segunda Guerra Mundial, en la que los nazis marcaron a los judíos en campos de concentración.
En la educación, los museos de las culturas del mundo ofrecen un taller dedicado a las artes y cuerpo dirigido a estudiantes de secundaria, que pueden ser complementados con una visita guiada temática sobre los rituales de paso, un tema muy interesante para jóvenes y adolescentes.

### Tatuajes carcelarios
El doctor Rafael Salillas llevó a cabo un exhaustivo estudio sobre los tatuajes de los centros penitenciarios españoles en relación con el ambiente marginal y de exclusión social de las poblaciones de dichas instituciones.

### Tatuaje en series de televisión
Desde hace unos años el tatuaje ha encontrado su lugar en los medios de comunicación, demostrando el aumento en la aceptación general sobre este modo de arte y expresión personal. Un objetivo para abordar el tatuaje de manera contemporánea ha sido primeramente con la serie de televisión "Miami Ink", un reality show de la cadena Discovery Channel que recopila ciertos trabajos y aspectos personales de la vida de un grupo de tatuadores de Miami; posteriormente, con la serie "LA Ink", de similares características pero sobre una tienda de tatuajes de Los Ángeles, abierta y popularizada por Kat Von D y Ami James.
También existe un programa en National Geographic Channel que trata sobre tatuajes, perforaciones y modificaciones corporales. El programa se titula tabú y trata de un modo más bien documental el tópico de las modificaciones o arte corporal.

## Significados comunes
La mayoría de las personas se tatúan con el deseo de recordar para siempre a una persona o suceso, siendo este tipo de motivaciones los que estadísticamente provocan mayor arrepentimiento. Otras personas eligen frases positivas, letras de canciones pop y poemas. Si bien es cierto que la cultura y las creencias de las personas son determinantes en lo que un tatuaje puede simbolizar para una persona, también debemos saber que dentro del mundo de los tatuajes se pueden encontrar símbolos recurrentes con una larga tradición que independientemente de la semiótica individual tienen un significado arraigado
aplicable a distintas culturas y diferentes épocas. Entre estos iconos podemos encontrar:
- Corazones. Son el eterno representante del amor y el romance. La amistad, pareja, familia y cualquier tipo de vínculo romántico es representado por este símbolo. Durante la Segunda Guerra Mundial, los soldados con frecuencia se tatuaban corazones con los nombres de sus seres queridos para que los acompañaran en sus peligrosas misiones y para recordar las razones por las cuales ellos peleaban.[21]
- Golondrinas. Son un motivo principalmente náutico símbolo de buena suerte, ya que el ver una golondrina en el mar representa que se está cerca de tierra firme. Por otro lado una golondrina con una daga atravesada en el corazón simboliza la pérdida de un ser querido en el mar.[21]
- Gorrión Azul. En la mitología los gorriones azules son reconocidos como signos de felicidad, prosperidad, buena salud y la llegada de la primavera. El color azul de sus plumas es asociado con el color del cielo y la felicidad eterna.[21]
- Fénix. En antiguos cuentos griegos y egipcios el fénix solía representar al sol, muriendo entre llamas cada noche y regresando al comenzar el día. Como tatuaje con frecuencia representa la femineidad y cada parte de su cuerpo representa diferentes virtudes: deber, bondad, confianza. Las llamas que con frecuencia lo acompañan representan la purificación y la transformación a través del fuego y la adversidad.[21]
- Tigres. Los tatuajes de tigres son frecuentes en Birmania, Tailandia, Camboya, Indonesia, Malasia, China y Japón asociados con poder, ferocidad, pasión, sensualidad, belleza, rapidez, crueldad e ira.[21]
- Cruz. Es muy probable que no haya un símbolo que sea más asociado con la religión que las cruces. Sin embargo mucho antes de ser adoptaba por el cristianismo era considerado un símbolo sagrado que simbolizaba inmortalidad, fertilidad, y la unión del cielo y la tierra. Los cuatro brazos representan los puntos cardinales, los cuatro elementos, y al hombre en sí mismo.[21]
- Alambre de púas. El alambre de púas fue inventado en 1800.[cita requerida] Se utiliza para simbolizar el control de cierta porción de tierra y en las prisiones se utiliza como símbolo de estar encerrado, de confinamiento.

- Rosas. El significado de un tatuaje de rosas dependerá del color de la rosa que se haya pintado.

- Cicatriz. Un tatuaje sobre una cicatriz, normalmente, se aplica para disimular heridas y/o lesiones ya cicatrizadas con fines estéticos, pero también con otros fines como pueden ser emocionales o espirituales. Pueden combinar símbolos y iconos para el diseño de este.

## Seguridad e higiene

### Riesgo médico e infección irreversible por virus hepatitis C
Los tatuajes tienen una elaboración a base de múltiples pinchazos que traspasan la epidermis y la tinta se fija en la dermis. No hay que ignorar que un tatuaje es una herida y por lo tanto susceptible a adquirir infecciones incluso si se toman las debidas precauciones. La hepatitis C es una enfermedad crónica causa de cáncer de hígado y que se adquiere por múltiples formas al practicar un tatuaje, la exposición directa en sangre, instrumentos previamente contaminados por el virus y por falta de medidas higiénicas que, en general, los estudios de tatuaje autorizados legalmente suelen cumplir, con las normativas de los institutos de salud y poseen equipos adecuados para sesiones libres de riesgo. Algunos tipos de hepatitis suelen permanecer latentes sin mostrar sintomatología durante 20 años, pero el virus de la hepatitis C puede mostrarse a los dos meses de haber sido infectado.
Hay que tener suficiente criterio personal para exigir a los estudios y sus artistas las medidas higiénicas que aseguren sesiones sin riesgos para la salud, ser celosos para con la higiene y evitar comportamientos de riesgo: ignorar el origen de las agujas (deben permanecer esterilizadas en bolsas individuales), ignorar que las tintas carezcan de estricto control higiénico (en algunos países los únicos recipientes autorizados y aceptados higiénicamente suelen ser monodosis), y exigir una certificación de que el artista está capacitado para el tatuaje.

### Conocimientos básicos higiénico sanitarios
En España es imprescindible el Título Higiénico Sanitario en vigor para ejercer la profesión de tatuador con plenas garantías de salud e higiene.
De acuerdo a lo establecido en el Decreto 35/2005 de 15 de febrero, por el cual se regulan las prácticas de tatuaje, micropigmentación y pirsin, el tatuador y el centro que realizan estas prácticas deben cumplir los requisitos higiénicos sanitarios básicos establecidos.[cita requerida]
Actualmente hay centros homologados que imparten el curso imprescindible higiénico sanitario para ejercer la profesión con garantías de salud e higiene, ya que los materiales y el contacto con la piel hacen de vital importancia los conocimientos regulados a la hora de afrontarlos con calidad y seguridad.
Conocimientos necesarios sobre esterilización y desinfección: 
- Técnicas de asepsia, desinfección y esterilización para evitar la transmisión de microorganismos potencialmente patógenos.
- Medidas de prevención y correcta aplicación, esencial para prevenir la aparición de infecciones.
- Piel y mucosas: la importancia de conocer el medio que se trabaja, la piel como órgano protector y los conceptos anatómicos y de fisiología básica.

El temario consta de piel y mucosas, anatomofisiología de la piel, microbiología, epidemiología, conceptos de asepsia, esterilización y desinfección, enfermedades de transmisión hemática, medidas de prevención, locales e instalaciones, utensilios y materiales de uso, residuos sanitarios, normativas y marco legal, responsabilidad civil y primeros auxilios.
Problemas menores
- Infecciones. Si la molestia inicial continúa después de la cicatrización, hay que consultar a un dermatólogo.
- Alergias. En forma de eccema de contacto, la piel se inflama, produce vesículas, exuda y pica, no desaparece hasta eliminar el causante.

Hay casos de alergia a los colorantes (tatuaje) o a los metales y demás materiales utilizados:
- El sulfato rojo de mercurio se utiliza como pigmento rojo en tatuajes y en pinturas artísticas.
- Metales Níquel, Cromo (Dicromato potásico) en tatuajes verdes, Cadmio (Amarillo)
- Sales de cobalto en tatuajes azules.
- Óxido de hierro, tonos ocres.
- Cuidado con los colores blanco y beige, llevan en su composición Óxido de Titanio y Óxido de Zinc.
- Otros pigmentos orgánicos, azoicos y derivados de plantas dan alergia en ciertas personas.

Problemas mayores
No se aconsejan los tatuajes y la perforación corporal a las personas afectadas de diabetes, insuficiencia renal o enfermedades cardíacas congénitas: una eventual reacción alérgica sería peligrosa. Si el material utilizado por el tatuador no es estéril y de un solo uso, existe peligro de contraer enfermedades infecciosas.
En 2017, los científicos del Laboratorio Europeo de Radiación Sincrotrón demuestran que los pigmentos que componen la tinta de los tatuajes se mueven en el cuerpo en forma de nanopartículas hasta los ganglios linfáticos, principal actor del sistema inmunitario.